# Randkaktus
Randkaktus (Copiapoa krainziana) är en art inom randkaktussläktet och familjen kaktusväxter, som har sin naturliga utbredning i Chile.

## Beskrivning
Randkaktus är en klotformad eller cylindrisk kaktus som vanligtvis bildar tuvor. Varje huvud blir 3 till 20 centimeter i diameter och är blekt grågrön i färgen. De är uppdelade i 13 till 24 spetsiga eller rundade åsar. Längs åsarna sitter areoler med ett mellanrum på cirka 7 millimeter. Taggarna går inte att särskilja mellan radiärtaggar och centraltaggar, men består av 12 till 30 hårlika gråvita taggar som blir 1 till 3,5 centimeter långa. Blommorna är gula och blir 2,5 till 3,5 centimeter i diameter. Frukten är vit eller svagt rosa när den är mogen. Fröna blir 1,6 millimeter stora.

## Synonymer
Copiapoa cinerea ssp. krainziana (F.Ritter) N.P.Taylor 1997